# The Pas

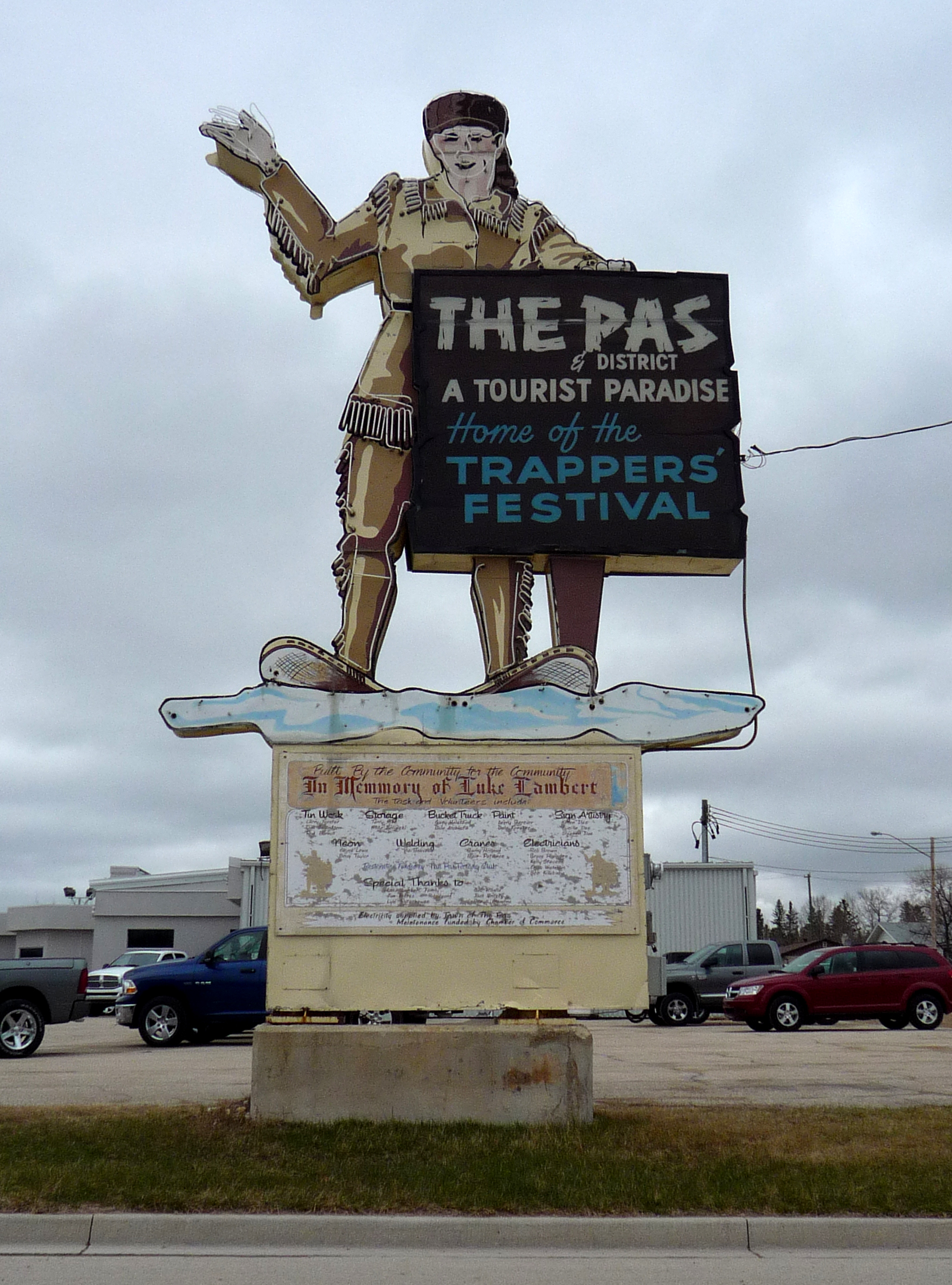

The Pas é um município canadense da província de Manitoba. Situa-se a cerca de 630 km ao noroeste da capital provincial Winnipeg. Entre as principais atividades econômicas do município estão agricultura, pesca, turismo, transportes e serviços (principalmente saúde e educação). Os habitantes originais da região eram os Cree.